# احتكام إلى الجهل

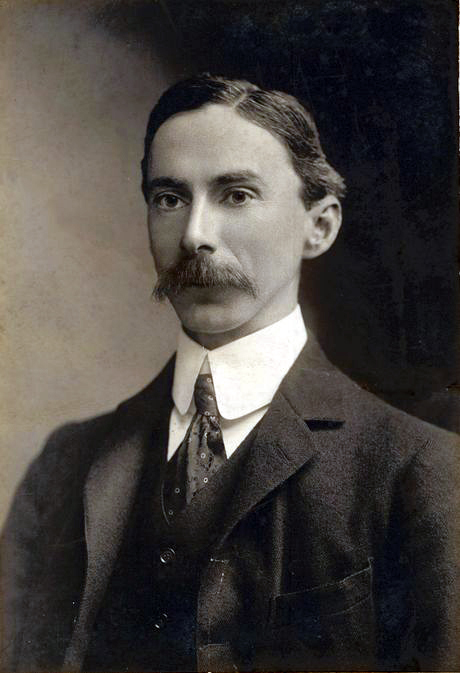

المحاجة من الجهل (باللاتينية: argumentum ad ignorantiam) أو الاحتكام إلى الجهل (حين يمثل الجهل نقصاً في الأدلة المناقضة) أو مغالطة التوسل بالمجهول أو مغالطة عبء الإثبات، هي مغالطة غير صورية، تؤكد صحة افتراض ما إذا لم يُثبت أنه خاطئ، والعكس صحيح، أي أن الاقتراح خاطئ إذا لم يثبت أنه صحيح. ويمثل الاحتكام إلى الجهل نوعاً من مغالطة القسمة الثنائية (جزء من مغالطة المأزق المفتعل)، فهي تلغي الحاجة إلى مزيد من الاستكشاف والتحقيق للتأكد من صحة أو خطأ الافتراض. ولا تسمح أيضاً باحتمال وجود إجابة مجهولة، أو احتمال ألا يكون الافتراض صحيحاً –أو خاطئاً –بالكامل. وأثناء النقاش أو الجدال، يقع بعض الأشخاص في فخ هذه المغالطة في محاولة منهم للهروب من عبء إيجاد الدليل على صحة أو خطأ الافتراض. أما في مجال الأبحاث، تتعرض التجارب ذات قوة الاحتمال المنخفضة (احتمال رفض فرضية الصفر وقبول الفرضية البديلة) إلى الاستبعاد الخاطئ (أي سنحصل على نتيجة ملحوظة من هذه التجارب لو استعملنا أحجام أكبر من العينات أو تصاميم أفضل للاختبار)، أو إلى القبول الخاطئ (إن النتيجة ملحوظة لكننا توصلنا إليها بطريقة عشوائية بحتة، أو إذا ترابطت الأحداث بالرغم من عدم وجود علاقة “السبب والتأثير” بينها). ابتكر هذا المصطلح الفيلسوف جون لوك في أواخر القرن السابع عشر.
هذه المغالطة تحصل حينما يُنقل عبء إثبات الدعوى إلى جهة خاطئة. وتحصل أحياناً أخرى حينما يكون ضعف الإثبات في جهة معينة من الدعوى دليلاً على صحة الجهة الأخرى بدون وجود إثبات لصحتها. وتسير المغالطة على الشكل التالي:
1. يتم طرح دعوى (س) من جهة (أ)، وعبء الإثبات يقع في جهة (ب).
2. جهة (ب) تفرض أن دعوى (س) خاطئة، لأنه لا يوجد دليل عليها.

تفرض هذه المغالطة بأن الدعوى صحيحة إن لم يثبت بالدليل أنها خاطئة، والعكس صحيح أيضاً، أي أن الدعوى خاطئة ما دام أنه لم يثبت بالدليل أنها صحيحة. وفي كِلْتا الحالتين فإن «عدم وجود الدليل» بحد ذاته قام مقام «الدليل»، فيكون «عدم وجود الدليل» كدليل على بطلان أو صحة تلك الدعوى. وأحياناً تأخذ شكلاً آخر بأن يقال بأن الخصم لا يستطيع أن يدحض تلك الدعوى، إذن الدعوى صحيحة بالضرورة.

## أمثلة
- في سلسلة تلفزيونية في أوائل الخمسينات وجه السيناتور جوزيف مكارثي تهمة الشيوعية إلى عدد كبير من الأشخاص الأبرياء. ولم تكن تلك الاتهامات مستندة إلى دليل حقيقي وكانت شديدة الإيذاء. وكان الشخص يتهم على أساس أنه ليس في ملفات مكارثي ما يدحض ميوله الشيوعية! فلقد نقل عبء الإثبات، وبدلاً من أن يبرهن على ادعاءه بالدليل فإنه يؤسسه على عدم وجود أدلة تفند الادعاء. وهي مغالطة لأن مكارثي ينطلق في حجته من مقدمة تفيد غياب المعرفة (أي الجهل) إلى نتيجة إيجابية تفيد بأنه قد عرف أو أثبت أن الشخص المعني مدان بالميول الشيوعية.
- في حوار بين شخصين:

شخص أ: اعتقد ان بعض الناس يملكون قدرات سحرية خارقة.
شخص ب: ولكن كيف عرفت ذلك؟
شخص أ: لم يُثبت أي إنسان أنه لا يمكن أن يملك بعض الناس قدرات خارقة.
- «لا تستطيع أن تثبت أنه لا يوجد أطباق طائرة. إذن توجد أطباق طائرة».

### القبول الخاطئ
غالباً ما نشاهد هذا المثال في الدليل المتناقل والخرافات والمغالطات التي تربط بين العلاقة والسببية (خلط الارتباط بالأسباب)، أو التجارب التي تعتمد على عينات ذات أحجام صغيرة. وهناك عدد من الأمثلة التي توضح لنا القبول الإيجابي، كأن تقول مثلاً:
- “تناولت دواء مموهاً (بلاسيبو) وأشعر حالياً أن أعراض المرض زالت تماماً، أي عالج الدواء المموه مرضي”.
- “ارتديت جوارب حمراء وانتصرنا في لعبة كرة السلة، لا بد أن للجوارب الحمراء دور في الفوز”.
- “تزداد جرائم القتل عند ازدياد مبيعات المثلجات (الآيس كريم) لذا تُعد المثلجات سبباً في ازدياد الجرائم” يرتبط هذان الحدثان (ازدياد مبيعات المثلجات وازدياد معدل جرائم القتل) بعامل مشترك وهو ارتفاع درجات الحرارة. وبالتالي تسبب درجات الحرارة ازدياد معدل الجرائم (وليس ازدياد مبيعات المثلجات).[7]

### غياب الدليل
إن الأمثلة التالية تتميز بغياب معلومات أو أدلة تؤكد صحة الادعاءات:
- الادعاءات التي تبدأ بعبارة “لا أستيطع إثبات ذلك لكن...” غالباً ما تتميز بغياب الدليل.
- تشير عبارة “لا دليل على وجود خطأ في اللعب هنا” إلى عدم غياب الدليل أيضاً.
- “لا دليل على وجود كائنات فضائية، وبالتالي لا وجود لهذه الكائنات”.
- “أوضحت إحدى الدراسات الحديثة عدم وجود دليل قوي يؤكد فائدة خيوط التنظيف في تخفيف أمراض اللثة أو التجاويف”. يوضح خبير الصحة السنية من معاهد الصحة الوطنية أن التجارب المخبرية طويلة الأمد وواسعة النطاق هي تجارب مكلفة وصعبة، وعلى المرضى أن يستمروا باستخدام خيوط التنظيف والاستفادة منها.[8][9]

### نتائج سلبية
تتضمن هذه الأمثلة احتمال الحصول على نتائج عن طريق الاستبعاد الخاطئ:
- عندما يقول الطبيب أن نتائج الاختبار سلبية، لكن يتضح فيما بعد (بعد شهر مثلاً) أنها إيجابية.
- إذا قام مريض ما باستخدام المضادات الحيوية ليوم واحد فقط، ثم توقف عن استخدامها بحجة أنها لم تعد عليه بالفائدة. لكن لو استمر بتناول المضادات الحيوية لمدة أسبوع مثلاً، لحصل على نتائج إيجابية.

### دليل الغياب
تحوي الأمثلة التالية دليلاً قاطعاً يمكن استخدامه للإشارة أو لاقتراح أو لإظهار عدم وجود أو غياب شيء ما:
- قام شخص ما بتفتيش المقعد الخلفي لسيارة شخص آخر ولم يعثر على أي دليل يشير إلى وجود كنغر فيها.
- لم تعثر الشرطة على سلاحٍ في ملابس المشتبه به.
- لم يملك المريض الطاعن في السن أسناناً في فمه.

### المُحاجة من الجهل
وهي بناء استنتاج يرتكز على غياب المعلومات أو الدلائل الكافية بدون احتساب جميع الاحتمالات، والأمثلة التالية توضح هذه الحالة:
- قال النائب العام الأميركي إيرل وارن قبل جلسة استماع في سان فرانسيسكو في الحادي والعشرين من شهر شباط عام 1942: “أرى أن هذا الانخفاض (في نشاط العدو التخريبي على الساحل الغربي) هو أكبر نذير شؤم في وضعنا الحالي. ويقنعني ذلك –أكثر من أي عامل أو دليل آخر –أن النشاطات التخريبية التي نتلقاها، ونشاطات الطابور الخامس التي قد تحصل، جميعها موقوتة ومدروسة تماماً كما حصل معنا في بيرل هاربور”.
- يعرّف المثال التالي مغالطة الاحتكام إلى الجهل بشكل واضح ودقيق: “نعلم جميعاً، وبالدليل المثبت، أن القمر لم يُخلق أو يُصنع من ضلع الخنزير (لحم ضلع الخنزير)، لكننا لم نستطع إثبات ذلك عندما يتعلق الأمر بلب القمر، إذاً نستطيع القول أن لب القمر مصنوع من ضلع الخنزير”

يوضح العالم كارل ساغان في كتابه “عالم تسكنه الشياطين”:
- “إن الاحتكام إلى الجهل هو ادعاء صحة أي شيء لم يثبت أنه خطأ، والعكس صحيح (لا يوجد دليل مقنع على عدم قيام الكائنات الفضائية بزيارة الأرض، لذا من المؤكد أن هذه الكائنات موجودة، وأن الحياة الذكية موجودة في مكانٍ ما من هذا الكون. أو: ربما هناك مليارات المليارات من العوالم الأخرى، لكننا لا نعلم بوجود حياة متطورة على أي واحدٍ منها سوى الأرض، لذا لا بد أن كوكب الأرض هو مركز الكون). إن غياب الدليل ليس دليلاً على غياب الشيء.[10]

## مصطلحات ذات صلة

### التضاد والتبادل
التضاد هو قاعدة منطقية صالحة واستنباطية، تسمح بخلق افتراضٍ جديد من افتراض باطل آخر. تُبطق هذه الطريقة على أي اقتراحٍ من نوع (إذا لم يكن A إذاً هو B)، حيث يؤدي رفض جميع المتغيرات وتحويلها إلى خلق افتراضٍ جديد (إذا لم يكن B إذاً لن يكن A). والافتراض الأخير صحيح تماماً كما الافتراض الأول، حيث يدل الأول على الثاني ويدل الثاني على الأول.
التبادل هو التضاد ذاته، لكنه وُصف بلغة أخرى.

### نتيجة العدم
يُستخدم مصطلح “نتيجة العدم” في العلم للإشارة إلى دليل الغياب. وكمثال على ذلك: ربما سيعطي البحث عن الماء على الأرض نتيجة العدم (الأرض جافة)، لذا على الأرجح أنها لم تمطر هنا.

## مُحاجّات ذات صلة

### المحاجة من المعرفة الذاتية
تأخذ هذه المحاجة الشكل التالي:
1. إذا كان الافتراض (أ) صحيحاً إذاً سأكون على علم بذلك. وفي الحقيقة، لا أعلم بالافتراض (أ)، فهو ليس صحيحاً.
2. إذا كان الافتراض (ب) خاطئاً إذاً سأكون على علم بذلك. وفي الحقيقة، لا أعلم بالافتراض (ب)، فهو ليس خاطئاً.

تكون هذه المحاجة خاطئة في أغلب الأحيان، ولا تعتمد سوى على حقيقة المقدمات الداعمة لها. فعلى سبيل المثال: “إذا جلست على حيوان النيص (حيوان تغطيه الأشواك) سأعلم بذلك بلا شك”، إن هذا المثال ليس نوعاً من المغالطات على الإطلاق، فهو يعتمد كلياً على حقيقة الافتراض (أي القدرة على معرفة ما تجلس عليه).